# Ignazio Michele Crivelli
Ignazio Michele Crivelli (Cremona, 30 de setembro de 1698 - Milão, 29 de fevereiro de 1768) foi um cardeal do século XVIII

## Biografia
Nasceu em Cremona em 30 de setembro de 1698. A família era originária do cantão Ticinese e encontrou fortuna em Cremona. Dos condes de Ossolaro. O mais novo dos três filhos do conde Giuseppe Angelo Crivelli e Francesca Maria Ferrari. Os outros irmãos eram Marianna e Stefano Gaetano. Seu sobrenome também está listado como Cribelli. Tio do Cardeal Carlo Crivelli (1801). A família deu à Igreja o Cardeal Uberto Crivelli (1173), futuro Papa Urbano III.
Estudou no Seminário Romano ; depois, na Pontifícia Academia dos Nobres Eclesiásticos, Roma, 1721; e mais tarde, na Universidade La Sapienza , em Roma, onde obteve o doutorado em utroque iure , tanto em direito canônico quanto em direito civil, em 5 de abril de 1726.
Protonotário apostólico de numeroparticipium , 7 de julho de 1726. Referendário dos Tribunais da Assinatura Apostólica da Graça e da Justiça, 19 de dezembro de 1726. Vice-legado em Ferrara, 1728-1730; na prática, substituiu o legado, cardeal Tommaso Ruffo, que estava com malária. Retornou a Roma em 1730 e foi nomeado relator da SC da Sagrada Consulta nesse mesmo ano; ocupou o cargo até 1739.
Recebeu as ordens menores em 7 de agosto de 1739; o subdiaconado, 9 de agosto de 1739; e o diaconado, 16 de agosto de 1739.
Ordenado em 30 de agosto de 1739.
Eleito arcebispo titular de Cesaréia em 30 de setembro de 1739. Consagrado em 4 de outubro de 1739, igreja de S. Carlo al Corso, Roma, pelo cardeal Giovanni Antonio Guadagni, OCD, auxiliado por Carlo Alberto Guidobono Cavalchini, arcebispo titular de Filippi, e por Ferdinando Maria de Rossi, arcebispo titular de Tarso. Assistente no Trono Pontifício, 1º de outubro de 1739. Núncio em Colônia, 5 de outubro de 1739. Núncio na Flandres, com o cargo de superior da missão da Holanda, 26 de março de 1744. Núncio na Áustria, 17 de dezembro de 1753.
Criado cardeal sacerdote no consistório de 24 de setembro de 1759; o papa enviou-lhe o barrete vermelho com um breve apostólico datado de 28 de setembro de 1750; seu sobrinho Carlo, como capataz papal , trouxe-lhe o barrete para Viena; deixou Viena em julho de 1760 e depois de uma parada em Milão, chegou a Roma; recebeu o chapéu vermelho em 13 de agosto de 1762; e o título de S. Bernardo alle Terme, 17 de agosto de 1761. Foi atribuído à SS. CC. da Propaganda Fide, Sacra Consulta , Imunidade Eclesiástica e delle Acque. Legado na Romagna, 17 de agosto de 1761 até 1º de dezembro de 1766; Monsenhor Ferrão tomou posse dele em 1º de novembro de 1761; chegou a Ravenna em 28 de dezembro de 1761; ele deixou Ravenna em 30 de abril de 1767. Retornou a Roma e depois foi para Milão. Abade comendador de S. Abbondio, Como, janeiro de 1764. Em 1767, a Imperatriz Maria Teresa nomeou-o protetor do Collegio Ghislieri de Pavia; ele delegou o cargo a Michele Daverio, econômico real.
Morreu em Milão em 29 de fevereiro de 1768, à noite, na casa de seu irmão, o conde Stefano Gaetano, em Milão (1) . O seu corpo foi trasladado e exposto na igreja paroquial de S. Maria della Porta, onde ocorreu o funeral; foi sepultado na capela da sua família naquela igreja, com inscrição honrosa colocada pelo irmão. Nomeou Monsenhor Carlo Crivelli, seu sobrinho, seu herdeiro universal.